# James Earl Chaney

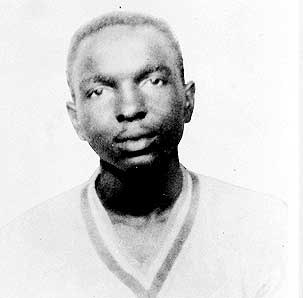
James Earl Chaney

James Earl Chaney (* 30. Mai 1943 in Meridian (Mississippi); † 21. Juni 1964) war ein amerikanischer Bürgerrechtler afroamerikanischer Abstammung, der 1964 ermordet wurde.
2014 wurde er postum mit der Presidential Medal of Freedom ausgezeichnet.

## Frühe Jahre
James Earl Chaney war ältester Sohn von Fannie Lee und Ben Chaney, Sr. Er hatte einen Bruder, Ben, und drei Schwestern: Barbara, Janice und Julia. Die Eltern ließen sich scheiden, als er noch sehr jung war.
James ging auf eine katholische Schule und begann sich im Alter von 15 Jahren für die Politik zu interessieren. Er hielt Plakate der National Association for the Advancement of Colored People hoch und wurde eine Woche von der Schule verwiesen. Dort herrschte Rassentrennung und der Rektor fürchtete die Reaktion der weißen Geschäftsführung der Schule.
Nach der Schule machte er ein Praktikum bei der Gewerkschaft seines Vaters.

## Aktivismus
1962 begann Chaney aktiv zu werden: Er protestierte in Tennessee und Mississippi. Er nahm mit Ben an gewaltlosen Protesten teil und schloss sich dem Congress of Racial Equality (CORE) in Meridian an.
Im Sommer 1964 nahm Chaney an der „Freedom Summer“-Kampagne teil, die das Ziel hatte, schwarze Amerikaner in Mississippi als Wähler zu registrieren, was zu dieser Zeit durch rassistische lokale Behörden in den Südstaaten massiv behindert wurde.

## Ermordung
Am Morgen des 21. Juni 1964 brach Chaney mit den Aktivisten Andrew Goodman und Michael Schwerner auf, um zu einer Kirche zu fahren, die aus rassistischen Motiven niedergebrannt worden war. Anhänger der White Knights des Ku-Klux-Klans stoppten sie auf dem Weg dorthin und erschossen zunächst Schwerner, dann Goodman und zuletzt Chaney, nachdem sie ihn gefoltert hatten. Ihre Leichen wurden in einem Erdwall vergraben.
FBI-Agenten gelang es, den Fall aufzuklären, jedoch wurden die Täter nicht wegen Mordes angeklagt und bekamen daher nur milde Freiheitsstrafen. Einer der Täter, Edgar Ray Killen, wurde zunächst 1967 freigesprochen, am 21. Juni 2005 aber erneut vor Gericht gestellt und verurteilt. Seine dennoch erfolgte Freisetzung, nachdem er mit einem Rollstuhl einen schlechten Gesundheitszustand vorgetäuscht hatte, wurde erst durch ein Urteil des höchsten Gerichts in Mississippi von 2007 beendet. Killen starb 2018 im Mississippi State Penitentiary. 
Die Ermordung der drei Aktivisten und die anschließende FBI-Ermittlung diente dem US-amerikanischen Spielfilm Mississippi Burning als Vorlage.